# Medal za Wyzwolenie Kraju
Medal za Wyzwolenie Kraju (alb. Medalje per Clirimin e Atdheut) – albańskie odznaczenie wojskowe.

## Historia
Odznaczenie zostało ustanowione 13 października 1945 roku dla uczczenia uczestników walk o wyzwolenie Albanii spod okupacji włoskiej i niemieckiej w latach 1940–1945.

## Zasady nadawania
Odznaczenie było nadawane wszystkim uczestnikom walk zbrojnych przeciwko okupacji włoskiej i niemieckiej w latach 1940–1945. Nadawano go także pośmiertnie także poległym w walkach.

## Opis odznaki
Odznaka odznaczenia owalny krążek o średnicy 32 mm wykonany ze jasnego brązu.
Na awersie odznaczenia w środku jest rysunek przedstawiający żołnierza albańskiego, trzymającego w prawej ręce flagę, a w lewej karabin. Przez pierś ma przewieszoną taśmę z nabojami. Poniżej postaci znajduje się szarfa, na której znajduje się napis w języku albańskim PER CLIRIMIN E ATDHEUT (pol. Wyzwolenie kraju), a w środkowej części szarfy, pomiędzy napisem jest pięcioramienna gwiazda.
Rewers odznaki odznaczenia jest gładki.
Medal zawieszony był na pięciokątnej blaszce obciągniętej wstążką koloru żółtego.